# Robert Throckmorton
Robert Throckmorton, född cirka 1513, död den 12 februari 1581, var en engelsk hovman. 
Han var son till Sir George Throckmorton och Katherine Vaux, dotter till Nicholas Vaux, 1:e baron Vaux av Harrowden. Han hade flera bröder, där några av dessa var sir Kenelm, sir Clement, sir Nicholas och sir John. Throckmorton kan ha blivit utbildad vid Middle Temple, en av de fyra Inns of Court, då hans far stod för denna. Eftersom Throckmorton skulle bli en rik arvinge när hans far avled visade han lite intresse att ta ett yrke inom juridiken eller för staten. Istället kan han ha blivit vasall åt Robert Tyrwhitt, en avlägsen släkting till släkten Throckmorton. Han deltog, tillsammans med flera av sina bröder, i det franska kriget 1544 och 1553 samt 1555 utsågs han till parlamentsledamot för Warwickshire. Throckmorton stannade kvar som parlamentsledamot fram till 1558, då han gav ämbetet till sin äldste son Thomas.
Under hösten 1553 adlades Throckmorton och fick ta över ägarskapet för Warwick Castle. Han dog 12 februari 1581 och begravdes vid Coughton Court i Warwick, Warwickshire.

## Familj
Throckmorton gifte sig först med Muriel Berkeley runt 1527. Tillsammans fick de barnen:
- Catherine, gifte sig med Henry (Robert) Norwood.
- Thomas Throckmorton av Coughton, gifte sig med Mary Whorwood.
- Elizabeth, gifte sig med sir John Goodwin.
- Anne, gifte sig med sir Ralph Sheldon.
- Mary, gifte sig med sir Edward Arden av Park Hall.

Efter Berkeleys död gifte Throckmorton om sig med Elizabeth Hussey runt 1542. Tillsammans fick de barnen:
- Anne, gifte sig med sir William Catesby.
- Elizabeth, gifte sig med sir Anthony Tyringham.
- Muriel, gifte sig med sir Thomas Tresham.
- Temperance, gifte sig med sir Randal Brereton.